# Reykjaviks konstmuseum

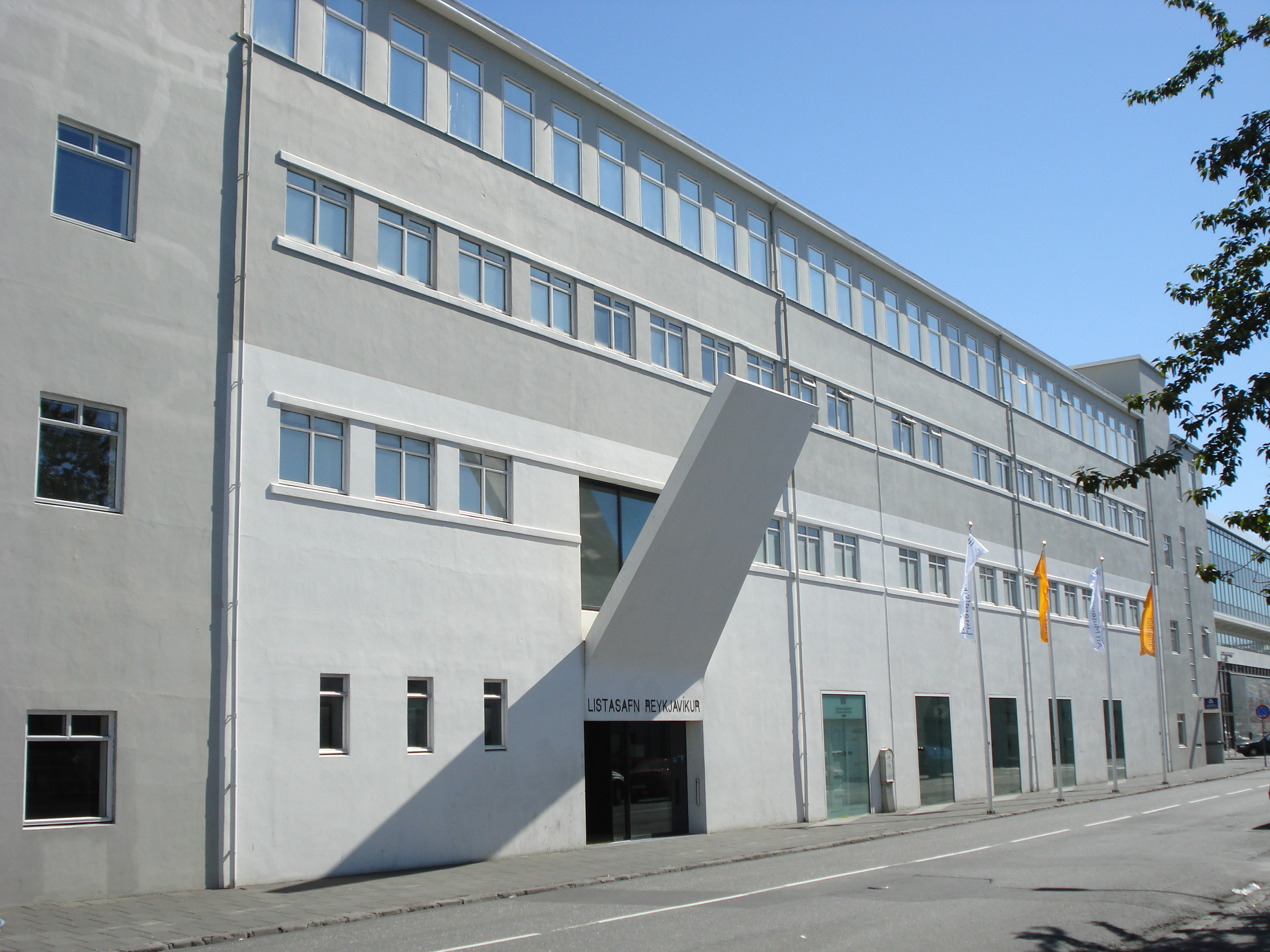
Reykjaviks konstmuseum, Hamnhuset

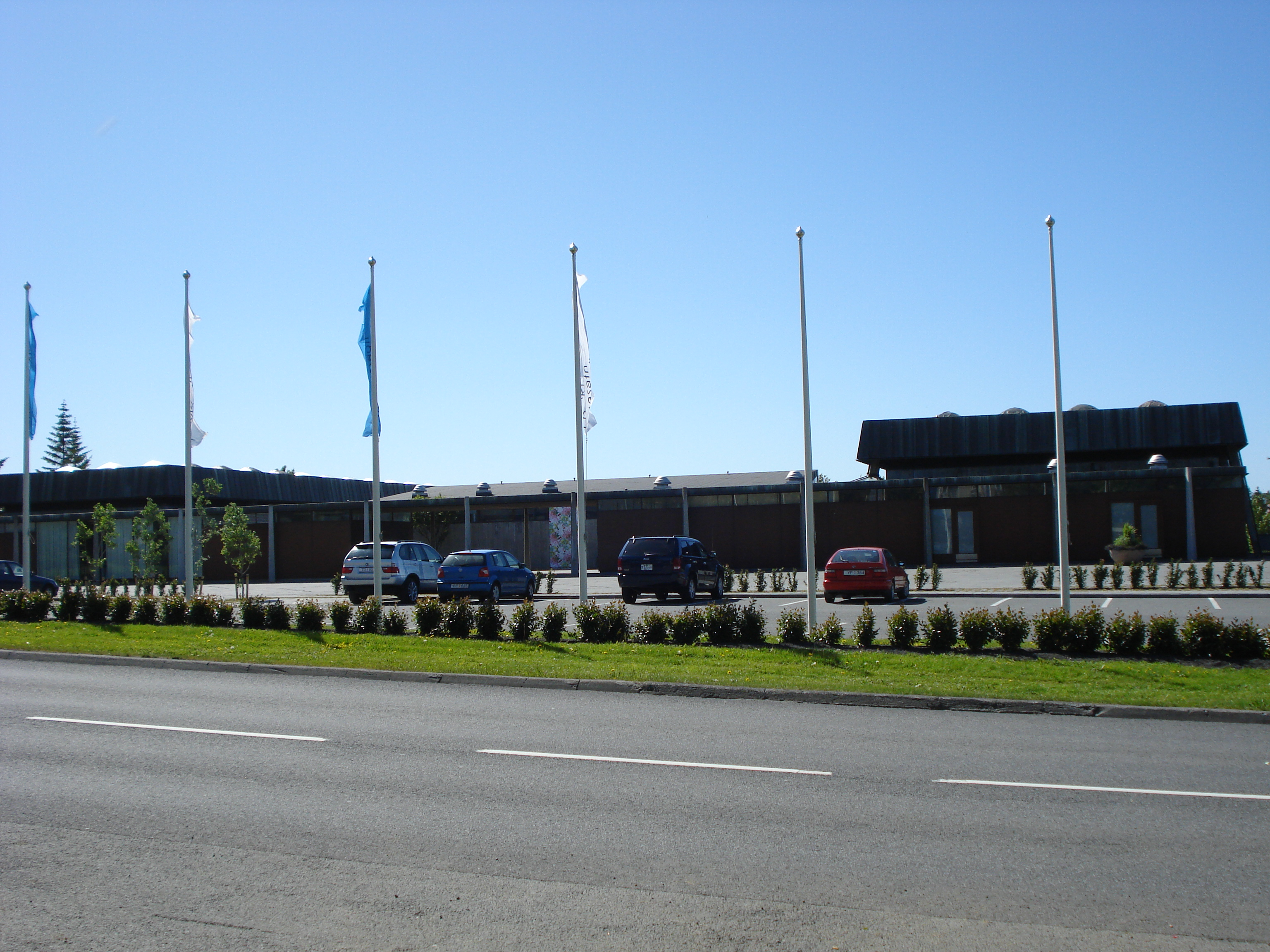
Reykjaviks konstmuseum, Kjarvalsstaðir

Reykjaviks konstmuseum (isländska: Listasafn Reykjavíkur) är ett kommunalt isländskt konstmuseum i Reykjavík. Det har Islands största samlingen av bildkonst och har ett sammanlagt utställningsutrymme på drygt 3 000 kvadratmeter. Det arrangeras mellan 20 och 30 utställningar per år.
Reykjaviks konstmuseum grundades 1973 och har lokaler på tre adresser i Reykjavik.

## Hamnhuset (Hafnarhús)
64°08′56″N 21°56′26″V / 64.1490°N 21.9406°V)

Hafnarhús ligger nära den gamla hamnen. Det är ett tidigare hamnmagasin, som invigdes som museum i april 2000 efter en totalrenovering av huset. I huset visas permanent verk av popkonstnären Erró (född 1932) samt tillfälliga utställningar.

## Kjarvalsstaðir
64°08′16″N 21°54′49″V / 64.1378°N 21.9135°V

Kjarvalsstaðir ligger vid Klambratún. Det öppnade 1973 och är benämnt efter målaren Jóhannes Sveinsson Kjarval. Reykjaviks konstmuseums samlingar består till stor del av verk av honom. Byggnaden  Kjarvalsstaðir ligger i Klambratúnparken och är Islands första byggnad som är uppförd specifikt för konstutställningar. Förutom verk av Jóhannes S. Kjarval visas tillfälliga utställningar av bildkonst, arkitektur och formgivning med huvudsaklig inriktning på 1900-talet.

## Ásmundur Sveinssons skulpturmuseum
64°08′30″N 21°53′07″V / 64.1416°N 21.8853°V

Ásmundarsafn) ligger på Laugardalur. Ásmundur Sveinssons skulpturmuseum öppnades 1983 och är i första hand tillägnat Ásmundur Sveinssons skulpturer och teckningar. Det visar också verk av andra konstnärer. 
Skulpturer av Ásmundur Sveinsson är utställda i museet och utanför i en skulpturpark. Huset var tidigare konstnärens hem och ateljé och han ritade det i huvudsak själv 1942-1950, delvis med inspiration från medelhavsområdet och arabisk kultur.